# Joe Cocker
John Robert "Joe" Cocker, OBE, (20 tháng 5 năm 1944 – 22 tháng 12 năm 2014) là một nhạc sĩ nhạc rock, blues và nhạc soul người Anh. Ông được biết đến với giọng gritty, các cử động cơ thể co thắt khi trình diễn, và các phiên bản hát lại của các bài hát nổi tiếng, nhất là của ban nhạc the Beatles.
Bản hát lại "With a Little Help from My Friends" của Beatles đã đứng đầu bảng xếp hạng tại Anh vào năm 1968. Ông đã thực hiện bài hát này trực tiếp ở Woodstock vào năm 1969, và tại buổi hòa nhạc Party at the Palace vì Golden Jubilee of Elizabeth II vào năm 2002. Bản hát lại của ông cũng trở thành bài hát chủ đề cho bộ phim truyền hình The Wonder Years. Phiên bản năm 1974 của bài "You Are So Beautiful",  đứng vị trí số năm trên bảng xếp hạng ở Mỹ. Cocker đã nhận được nhiều giải thưởng, bao gồm một giải Grammy Award cho bài hát đạt vị trí số 1 "Up Where We Belong" khi song ca với Jennifer Warnes.
Năm 1993 Cocker được đề cử Brit Award cho danh hiệu Best British Male,
trong năm 2007 ông đã được trao huy chương đồng Sheffield Legends tại thành phố quê ông, và năm 2008, ông nhận được danh hiệu OBE tại Cung điện Buckingham vì các đóng góp cho âm nhạc. Cocker được xếp hạng 97 trên danh sách 100 ca sĩ nổi tiếng của Rolling Stone.

## Âm nhạc

### Album phòng thu
- With a Little Help from My Friends (1969)
- Joe Cocker! (1969)
- Joe Cocker (1972/EU: 1973)
- I Can Stand a Little Rain (1974)
- Jamaica Say You Will (1975)
- Stingray (1976)
- Luxury You Can Afford (1978)
- Sheffield Steel (1982)
- Civilized Man (1984)
- Cocker (1986)
- Unchain My Heart (1987)
- One Night of Sin (1989)
- Night Calls (1991/US: 1992)
- Have a Little Faith (1994)
- Organic (1996)
- Across from Midnight (1997)
- No Ordinary World (1999/US: 2000)
- Respect Yourself (2002)
- Heart & Soul (2004/US: 2005)
- Hymn for My Soul (2007/US: 2008)
- Hard Knocks (2010/US: 2012)
- Fire It Up (2012)

## Sách tham khảo
- Bean, Julian P. (2003). Joe Cocker: The Authorised Biography. London: Virgin Books. ISBN 1-85227-043-8.
- Logan, Nick; Woffinden, Bob (1975). The New Musical Express Book of Rock. Star Books. ISBN 0-352-30074-4.